# BAFTA (премия, 1977)
30-я церемония вручения наград премии BAFTA

Лучший фильм:

Пролетая над гнездом кукушки 

One Flew Over The Cuckoo’s Nest
< 29-я Церемонии вручения 31-я >
30-я церемония вручения наград премии BAFTA, учреждённой Британской академией кино и телевизионных искусств, за заслуги в области кинематографа за 1976 год состоялась 24 марта 1977 года в Лондоне.

## Полный список победителей и номинантов
| Победители выделены отдельным цветом. |

### Основные категории
| Категории                                               | Победитель и номинанты                                       |
| ------------------------------------------------------- | ------------------------------------------------------------ |
| Лучший фильм                                            | • «Пролетая над гнездом кукушки»                             |
| Лучший фильм                                            | • «Багси Мэлоун»                                             |
| Лучший фильм                                            | • «Вся президентская рать»                                   |
| Лучший фильм                                            | • «Таксист»                                                  |
| Лучшая режиссёрская работа                              | • Милош Форман — «Пролетая над гнездом кукушки»              |
| Лучшая режиссёрская работа                              | • Мартин Скорсезе — «Таксист»                                |
| Лучшая режиссёрская работа                              | • Алан Пакула — «Вся президентская рать»                     |
| Лучшая режиссёрская работа                              | • Алан Паркер — «Багси Мэлоун»                               |
| Лучшая мужская роль                                     | • Джек Николсон — «Пролетая над гнездом кукушки»             |
| Лучшая мужская роль                                     | • Роберт де Ниро — «Таксист»                                 |
| Лучшая мужская роль                                     | • Дастин Хоффман — «Марафонец»                               |
| Лучшая мужская роль                                     | • Дастин Хоффман — «Вся президентская рать»                  |
| Лучшая мужская роль                                     | • Уолтер Маттау — «Солнечные мальчики»                       |
| Лучшая мужская роль                                     | • Уолтер Маттау — «Несносные медведи»                        |
| Лучшая женская роль                                     | • Луиза Флетчер — «Пролетая над гнездом кукушки»             |
| Лучшая женская роль                                     | • Рита Морено — «Ритц»                                       |
| Лучшая женская роль                                     | • Лорин Бэколл — «Самый меткий»                              |
| Лучшая женская роль                                     | • Лив Ульман — «Лицом к лицу»                                |
| Лучшая мужская роль второго плана                       | • Брэд Дуриф — «Пролетая над гнездом кукушки»                |
| Лучшая мужская роль второго плана                       | • Мартин Балсам — «Вся президентская рать»                   |
| Лучшая мужская роль второго плана                       | • Майкл Хордерн — «Туфелька и роза»                          |
| Лучшая мужская роль второго плана                       | • Джейсон Робардс — «Вся президентская рать»                 |
| Лучшая женская роль второго плана                       | • Джоди Фостер — «Таксист» и «Багси Мэлоун»                  |
| Лучшая женская роль второго плана                       | • Вивьен Мерчант — «Возвращение домой»                       |
| Лучшая женская роль второго плана                       | • Аннетт Кросби — «Туфелька и роза»                          |
| Лучшая женская роль второго плана                       | • Билли Уайтлоу — «Омен»                                     |
| Самый многообещающий дебютант, исполнивший главную роль | • Джоди Фостер — «Таксист» и «Багси Мэлоун»                  |
| Лучший сценарий                                         | • «Багси Мэлоун» — Алан Паркер                               |
| Лучший сценарий                                         | • «Вся президентская рать» — Уильям Голдман                  |
| Лучший сценарий                                         | • «Пролетая над гнездом кукушки» — Лоуренс Хобен, Бо Голдман |
| Лучший сценарий                                         | • «Солнечные мальчики» — Нил Саймон                          |

### Другие категории
| Категории                            | Победитель и номинанты                                                                      |
| ------------------------------------ | ------------------------------------------------------------------------------------------- |
| Лучшая музыка к фильму               | • «Таксист» — Бернард Херрманн                                                              |
| Лучшая музыка к фильму               | • «Багси Мэлоун» — Пол Уильямс                                                              |
| Лучшая музыка к фильму               | • «Пролетая над гнездом кукушки» — Джек Ницше                                               |
| Лучшая музыка к фильму               | • «Туфелька и роза» — Ричард М. Шерман, Роберт Б. Шерман                                    |
| Лучшая операторская работа           | • «Пикник у Висячей скалы» — Рассел Бойд                                                    |
| Лучшая операторская работа           | • «Асы в небе» — Джерри Фишер, Питер Оллворк                                                |
| Лучшая операторская работа           | • «Вся президентская рать» — Гордон Уиллис                                                  |
| Лучшая операторская работа           | • «Пролетая над гнездом кукушки» — Хаскелл Уэкслер, Билл Батлер, Уильям Э. Фрейкер          |
| Лучший дизайн костюмов               | • «Маркиза фон О» — Мойдел Бикел                                                            |
| Лучший дизайн костюмов               | • «Багси Мэлоун» — Моника Хоу                                                               |
| Лучший дизайн костюмов               | • «Пикник у Висячей скалы» — Джудит Дорсман                                                 |
| Лучший дизайн костюмов               | • «Туфелька и роза» — Джули Харрис                                                          |
| Лучшая работа художника-постановщика | • «Багси Мэлоун» — Джеффри Кёркленд                                                         |
| Лучшая работа художника-постановщика | • «Вся президентская рать» — Джордж Дженкинс                                                |
| Лучшая работа художника-постановщика | • «Кинг-Конг» — Марио Чиари, Дэйл Хеннесси                                                  |
| Лучшая работа художника-постановщика | • «Туфелька и роза» — Рэймонд Симм                                                          |
| Лучший монтаж                        | • «Пролетая над гнездом кукушки» — Ричард Чу, Линзи Клингман, Шелдон Кан                    |
| Лучший монтаж                        | • «Вся президентская рать» — Роберт Вулф                                                    |
| Лучший монтаж                        | • «Марафонец» — Джим Кларк                                                                  |
| Лучший монтаж                        | • «Таксист» — Марсия Лукас, Том Ролф, Мелвин Шапиро                                         |
| Лучший звук                          | • «Багси Мэлоун» — Лес Уиггинс, Клайв Уинтер, Кен Баркер                                    |
| Лучший звук                          | • «Вся президентская рать» — Милтон Барроу, Джим Уэбб и другие…                             |
| Лучший звук                          | • «Пикник у Висячей скалы» — Грег Белл, Дэн Коннелли                                        |
| Лучший звук                          | • «Пролетая над гнездом кукушки» — Вероника Силвер, Мэри МакГлоун, Роберт Рутледж и другие… |
| Лучший фильм, основанный на фактах   | • The End of the Road — Джон Армстронг                                                      |
| Лучший фильм, основанный на фактах   | • Energy in Perspective — Питер де Норманвилль                                              |
| Лучший фильм, основанный на фактах   | • Speed Sailors — Джон Спенсер                                                              |
| Лучший специализированный фильм      | • Hydraulics — Энтони Сирл                                                                  |
| Лучший специализированный фильм      | • For the Want of a Nail — Джо Мендоса                                                      |
| Лучший специализированный фильм      | • Let’s Sleep on it — Кристофер Роллинг                                                     |
| Лучший специализированный фильм      | • Proteins — Лоуренс Крэбб                                                                  |
| Лучший специализированный фильм      | • Slender Chance — Майкл Кросфилд                                                           |
| Flaherty Documentary Award           | • «Батальон Маккензи-Папино» — Альберт Киш                                                  |
| Flaherty Documentary Award           | • «Белая вершина» — Тони Мэйлэм                                                             |
| BAFTA Academy Fellowship Award       | • Денис Форман — режиссёр, глава Британского института кино в 1971-73 гг.                   |